# Альохін Дмитро Іванович
Дмитро Іванович Альохін (5 листопада 1908, місто Павловський Посад Московської губернії, тепер Московської області, Російська Федерація — ?, місто Москва, тепер Російська Федерація) — радянський державний діяч, заступник, 1-й заступник голови Ради міністрів Російської РФСР. Депутат Верховної ради РРФСР 2—4-го скликань.

## Життєпис
Народився в робітничій родині. Закінчив Гжельську професійну школу. Працював формувальником на заводі.
Член ВКП(б) з 1927 року.
З 1927 року — секретар комсомольського осередку, секретар партійного комітету (парткому) порцелянового заводу. Працював у Вищій раді народного господарства СРСР. 
У січні 1933—1935 роках — директор Мішеронського склозаводу. Одночасно навчався на робітничому факультеті.
У 1935—1940 роках — студент Промислової академії імені Сталіна в Москві.
У 1940—1943 роках — начальник головного управління «Головпорцелянфаянсу».
У 1943 — травні 1946 року — заступник народного комісара місцевої промисловості РРФСР.
8 травня 1946 — 6 липня 1949 року — міністр промисловості будівельних матеріалів РРФСР.
6 липня 1949 — 11 грудня 1951 року — міністр місцевої промисловості РРФСР.
11 листопада 1952 — 26 березня 1955 року — заступник голови Ради міністрів РРФСР.
26 березня 1955 — 29 серпня 1957 року — 1-й заступник голови Ради міністрів РРФСР.
29 серпня 1957 — 13 червня 1958 року — начальник відділу Державної планової комісії РРФСР — міністр РРФСР.
На 1969—1972 роки — заступник міністра промисловості будівельних матеріалів СРСР.
Потім — персональний пенсіонер. Помер після 1978 року.

## Нагороди і відзнаки
- орден Леніна (25.08.1971)
- два ордени Трудового Червоного Прапора (1945, 1958)
- орден Червоної Зірки
- орден «Знак Пошани» (1966)
- медалі